# Weldenia candida
Weldenia es un género monotípico de plantas con flores con una única especie: Weldenia candida Schult.f., perteneciente a la familia Commelinaceae. 

## Descripción
Tiene tallos que alcanzan un tamaño de hasta 30 cm, subterráneos, las plantas generalmente de apariencia acaule. Hojas de 5-20 x 1-3 cm, saliendo al nivel del suelo o por debajo de éste, linear-lanceoladas o loriformes, agudas a atenuado-acuminadas, subcoriáceas, glabras o pelosas. Flores pediceladas a subsésiles; pedicelos 0.3-2 cm; cáliz 3-4 cm, las puntas de los lobos libres; tubo de la corola 4-6.5 cm x 1-2 mm, los lobos 1-2 x c. 1 cm, ovados, blancos o raramente azul pálido; filamentos 4-5 mm, exertos; anteras 3-4.5 mm, amarillas. Cápsulas c. 15 x 4 mm, subcilíndricas; semillas hasta 6 por lóculo, c. 2 x 1.3 mm, subcilíndricas, pardo oscuro. Tiene un número de cromosomas de 2n=20.

## Distribución
Es originario de México hasta Guatemala. En México se encuentra en el Nevado de Toluca

## Taxonomía
Weldenia candida fue descrita por Schult.f. y publicado en Flora 12: 3, t. 1A. 1829.
Sinonimia
- Rugendasia majalis Schiede ex Schltdl. (1841).
- Weldenia schultesii Schltdl. (1841).
- Lampra volcanica Benth. (1842).
- Rugendasia majalis' Ehrenb. ex Hook.f. (1895).
- Weldenia candida f. caerulea Matuda (1959 publ. 1960).[4]